# とんぼと奈生の午前1時の向こう側
とんぼと奈生の午前1時の向こう側（とんぼとなおのごぜんいちじのむこうがわ）は、2017年4月から2019年9月までFM FUKUOKAで放送されていた生放送ラジオ番組。

## 放送時間
放送終了時
- 月曜 25:00-25:30（2019年7月1日 - 放送終了）

過去
- 月曜 25:00-25:55（放送開始 - 2019年6月24日）

## パーソナリティ

### レギュラー
- あかみねとんぼ
  - 2018年10月までお笑いコンビ・どんぴしゃとして福岡よしもとに所属していた。コンビ解散＆退社以降はフリーの芸人とラーメン店店長として活動し、番組終盤は自身が店長を務める「秀ちゃんラーメン とんぼ店」(中央区警固))がスポンサーの一つに名を連ねていた。
- 上野奈生
  - 2018年3月までモーニングジャム水曜を担当。

### 準レギュラー
- かんだ～にゃ
  - あかみねの芸人仲間。元福岡よしもと所属であかみねとは同期[1]。女装をしている。

## 主なコーナー
- 教えて精豪どん

- 明け方までには

10代の若者限定のお悩み相談コーナー。

## ゲスト
2017年
- 5月1日 - BUTCH（ラジオパーソナリティ）
- 5月22日 - 黒瀬純（パンクブーブー）
- 6月26日 - 矢野一成（プロドラマー）
- 9月4日 - 森本ちゃん（どんぴしゃ）[2]。

## 前後の番組
- 24:00 JET STREAM
- 25:30 FM MUSIC SELECTION